# Dacryodes longifolia
Dacryodes longifolia är en tvåhjärtbladig växtart som först beskrevs av George King, och fick sitt nu gällande namn av Herman Johannes Lam. Dacryodes longifolia ingår i släktet Dacryodes och familjen Burseraceae. Utöver nominatformen finns också underarten D. l. penangensis.